# Белоцерковский сельский совет (Пирятинский район)
Белоцерковский сельский совет (укр. Білоцерківська сільська рада) — входит в состав
Пирятинского района
Полтавской области
Украины.
Административный центр сельского совета находится в 
с. Белоцерковцы.

## Населённые пункты совета
- с. Белоцерковцы
- с. Яцины